# Путкозеро (Путко)
Пу́ткозеро (Пу́тко) — озеро в Медвеж'єгорському районі Республіки Карелія.

## Загальний опис
Розташоване на Заонезькому півострові. Озеро вузьке, витягнуте з північного заходу на південний схід.
Являє собою улоговину тектонічного походження.
Береги високі, скелясті, вкриті змішаним лісом. Невеликі острови розташовані ніби ланцюжком в північній частині озера. На озері 16 островів загальною площею 0,38 км².
В південну частину озера впадає річка Путкозерка, що витікає з Керацького озера. Із середньої частини озера витікає річка Путка, що зв'язує з Онезьким озером.
На Путозері розташовані населені пункти: Спирівка, Патрово, Онєжини,Коровніково, Пєрхіна, Онтово, Підгірська, Іоніна Гора, Дєрігузово, Мустово, Шуньга, Єкімова.
Також у Путкозеро впадають струмки, що витікають із Великого Хмелеозера і Валгмозера.
Дно вкрите здебільшого мулом, трапляються валуни і щільна рудна кірка.
Вища водна рослинність представлена слабо.
В озері мешкають ряпушка, плітка, сиг, щука, окунь, йорж, минь і підкам'янщик.
Озеро замерзає в листопаді, скресає в середині травня.
На північному березі озера розташоване село Шуньга. Озеро служить джерелом водопостачання села Шуньга (Карелія). За назвою цього села названо мінерал шунгіт , перше родовище якого розташоване поблизу поселення в колишній штольні.